# فرودگاه صحرایی لاهه
فرودگاه صحرایی لاهه (به انگلیسی: Haigh Field) یک فرودگاه همگانی است که یک باند فرود آسفالت دارد و طول باند آن ۱۳۷۲ متر است. این فرودگاه در شهر اورلند، کالیفرنیا کشور ایالات متحده آمریکا قرار دارد و در ارتفاع ۶۵٫۵ متری از سطح دریا واقع شده‌است.